# 가구야마촌 (아이치현)
가구야마촌(香久山村)은 아이치현 아이치군에 설치되었던 촌이다. 현재의 닛신시 서부에 해당한다.